# Heterotropa (espécie)
Heterotropa é um género botânico pertencente à família Aristolochiaceae.

## Espécies
- Heterotropa albescens (F. Maek. & Akas.) Akas.
- Heterotropa magnifica (Tsiang) F. Maek.